# Anna Lónyai
Anna Lónyay de Nagylónya (†1687/1693) fue una noble húngara segunda esposa del príncipe de Transilvania Juan Kemény. 

## Biografía
Nació a principios del siglo XVII. Su padre, Zsigmond Lónyay, hermano del comandante del castillo de Kálló, András Lónyay, fue el señor principal del condado de Kraszna desde 1627, y desde 1648 también fue el ispán de Béreg. Su madre fue la baronesa Margit Varkocs. La mayor de sus dos hermanas, Margit, se convirtió en la esposa de István Csáky, y su hermana Zsuzsanna se convirtió en la esposa del ispán István Bocskai.
Anna Lónyay fue la primera esposa de István Wesselényi, ispán del condado de Szolnok Central. Un año después de su muerte (7 de julio de 1656), ya estaba prometida con Juan Kemény. Cuando Juan Kemény fue capturado por los tártaros en enero de 1657 cuando luchaba contra Polonia por orden del príncipe de Transilvania Jorge Rákóczi II, según la tradición, Anna Lónyay logró recolectar 116 mil táleros comprometiendo sus joyas para liberar a su prometido de la esclavitud, en la primavera de 1659. Estuvo comprometida con las revueltas kuruc.
Las doce cartas en húngaro escritas a su prometida y esposo fueron publicadas en la Történelmi Tárban ("Biblioteca Histórica") de József Koncz y Ernő Tóth. (1893 y 1900). 
La historia de su matrimonio con Kemény fue descrita por el poeta István Gyöngyösi (Porábul megéledett Phoenix, 1693).